# Ганжи (Решетиловский район)
Ганжи (укр. Ганжі) — село,
Решетиловский поселковый совет,
Решетиловский район,
Полтавская область,
Украина.
Код КОАТУУ — 5324255103. Население по переписи 2001 года составляло 89 человек.

## Географическое положение
Село Ганжи находится в 1-м км от села Чернещина и 2-х км от села Туры.
По селу протекает пересыхающий ручей с запрудой.